# Jean Foyer
Jean Foyer (Contigné, 21 de abril de 1921– París, 3 de octubre de 2008) fue un político y ministro francés. Estudió Derecho y fue profesor en la universidad. Escribió diferentes libros sobre el derecho civil francés.

## Carrera política
Entre 1962 y 1967, fue ministro de Justicia. Durante este tiempo, dirigió varias reformas legales importantes en varios temas (familia, propiedad y negocios, nacionalidad, etc.). Entre 1972 y 1973, ocupó la cartera de Ministro de Salud.
Entre 1959 y 1968, fue un miembro de la Unión para la Nueva República y posteriormente entre 1968 y 1978 fue miembro de la Unión de Demócratas por la República y finalmente entre 1978 y 1988 estuvo militando en la Agrupación por la República.
Jean Foyer fue conocido por ser un defensor acérrimo de una concepción muy tradicional de la sociedad y de la moral sexual, y en 1981 lideró una feroz lucha contra la derogación del artículo 331.2 del Código Penal, un artículo heredado del régimen de Vichy que mantenía la edad de consentimiento para las relaciones homosexuales a los dieciocho años (mientras que para las heterosexuales era de quince años). Durante el debate del 20 de diciembre de 1981, temió que la derogación de esta ley ablandara al "viejo lujurioso que sodomiza a un chico de quince años". También preguntó: "¿Es la famosa libertad que se está exponiendo solo el derecho del ogro a devorar al niño pequeño?".